# Intoxicación

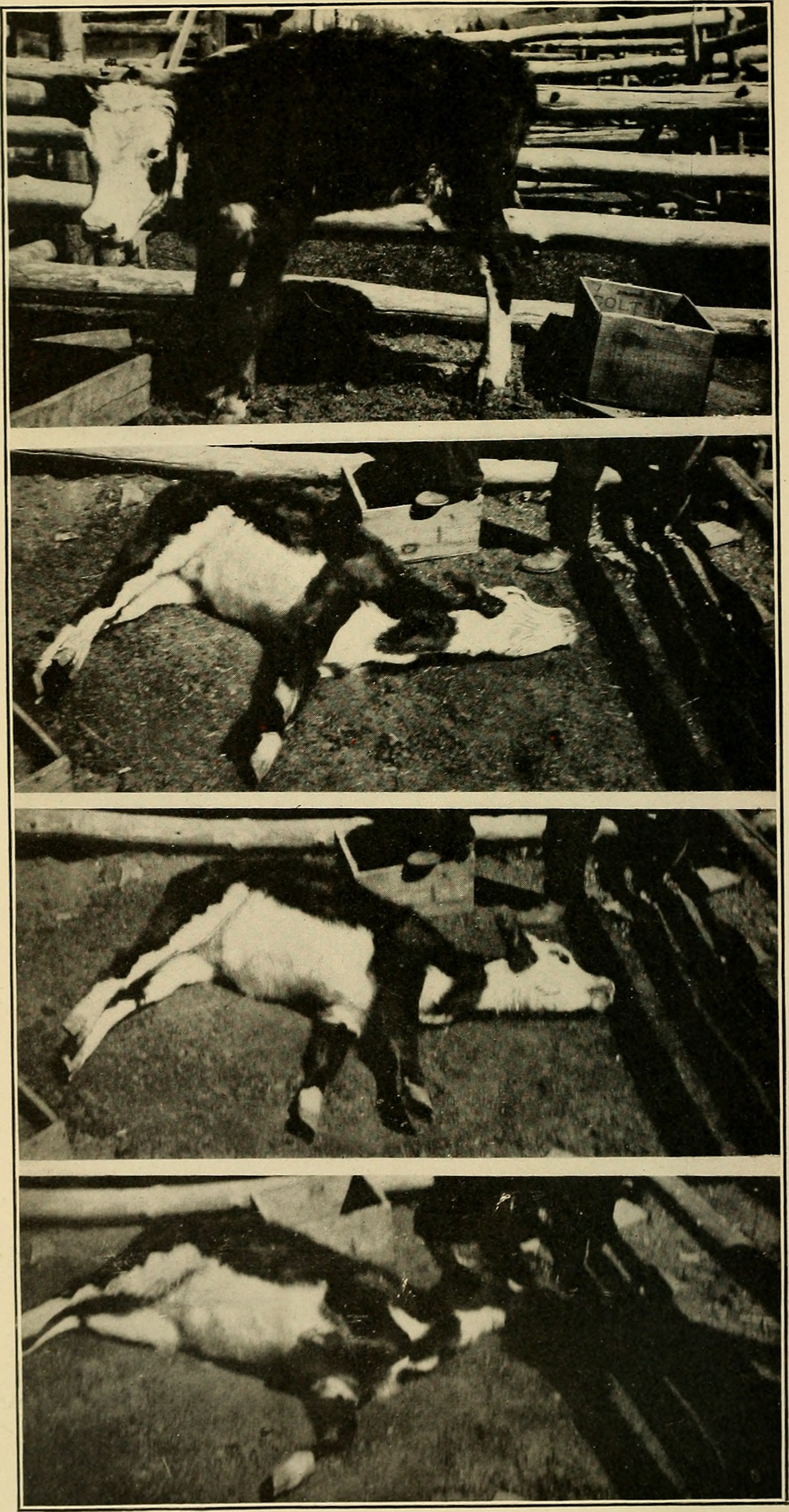
Intoxicación experimental realizada con una vaca por el Departamento de Agricultura de Estados Unidos, se utilizó una planta del género Cicuta, género de plantas destacado por su alto contenido de cicutoxinas; 1915.

Una intoxicación es una reacción fisiológica causada por un compuesto xenobiótico denominado toxina. Se produce por exposición, ingestión, inyección o inhalación de una sustancia tóxica siempre y cuando sea de composición química ya que si el compuesto es natural se le llamara ingesta excesiva y esto por cualquier sustancia sea natural, química, procesada o creada. Las intoxicaciones accidentales o voluntarias debidas al consumo de medicamentos son las más frecuentes. Otros tóxicos son: productos industriales, domésticos, de jardinería, drogas, monóxido de carbono y alcohol en un uso excesivo. La gravedad de la intoxicación depende de la toxicidad del producto, del modo de introducción, de la dosis ingerida y de la edad de la víctima. Es fundamental detectar los signos de riesgo vital: comprobar el estado de conciencia, la respiración y también el pulso.
La rama de la Medicina que estudia las intoxicaciones es la Toxicología.

## Intoxicación por productos de limpieza
Los niños suelen ser las principales víctimas de este tipo de intoxicaciones que, a menudo, se producen después de poner el producto tóxico en un envase de uso alimentario u otro de color llamativo para ellos. Todos los productos domésticos son potencialmente tóxicos. En general, son irritantes para el tubo digestivo; producen dolor abdominal y, en ocasiones, diarrea. Sin embargo, en algunos casos constituyen una amenaza grave: los cáusticos (p. ej., desatascadores, desincrustantes, decapantes, lejía), producen quemaduras en la boca y en las vías digestivas, y los espumantes pueden provocar asfixia si la espuma invade los aparatos digestivos y respiratorios. También son peligrosos los productos industriales de uso doméstico (trementina, aguarrás, amoniaco), que originan graves trastornos digestivos, cardiorrespiratorios y neurológicos. Cualquiera que sea la naturaleza del producto y la cantidad ingerida, hay que llamar inmediatamente al centro toxicológico o al servicio de urgencias

## Intoxicación por alcohol
También llamada embriaguez, es una condición temporal (corto plazo) después de haber consumido demasiado alcohol. El etanol se encuentra, en mayor o menor concentración, en todas las denominadas bebidas alcohólicas: vino, cerveza, tequila, mescal, brandy, pulque, vodka, etc. En la intoxicación por alcohol, la cantidad consumida es mayor de lo que el cuerpo puede eliminar. La intoxicación por alcohol puede causar cambios anormales en el cuerpo y no es posible pensar, actuar o hablar apropiadamente. Diagnosticar y tratar la intoxicación por alcohol tan pronto como sea posible puede aliviar los síntomas y evitar problemas más graves.

## Intoxicación por marihuana
El síndrome de hiperemesis canabinoide es una entidad clínica que afecta a consumidores crónicos de cannabis y se caracteriza por episodios cíclicos de vómitos incoercibles, que solo se cura mediante la abstinencia.

## Tratamiento
El tratamiento racional de las intoxicaciones se ha sistematizado, al dividirlo en tres fases consecutivas:
1. Fase de emergencia: se proporciona atención inmediata al paciente en el sitio donde ocurrió la intoxicación, se retira al paciente de la fuente de exposición, se inicia la descontaminación y se inician maniobras de reanimación básica.
2. Fase de apoyo vital avanzado: esta segunda etapa se debe llevar a cabo en los servicios de urgencia; su objetivo es perpetuar la vida del paciente mediante técnicas avanzadas de reanimación cardiopulmonar.
3. Fase de descontaminación y depuración: con el paciente estable en sus funciones vitales, se procederá a realizar una descontaminación efectiva, administración de antídotos y antagonistas, según sea el caso, y a iniciar medidas de eliminación del tóxico. Para la desintoxicación se puede utilizar el carbón activado (adsorbente intestinal).[5]